# Iżorski-White
Iżorski-White – rosyjski samochód pancerny wyprodukowany w niewielkiej liczbie egzemplarzy przez Fabrykę Iżorską w latach 1915–1917.  Samochody tego typu wykorzystywały podwozia amerykańskich samochodów White. Na importowanym podwoziu umieszczano pancerny kadłub, zbliżony do stosowanego w samochodach pancernych Austin. Iżorski-White był uzbrojony w dwa karabiny maszynowe kalibru 7,62 mm umieszczone w obrotowych wieżach.